# Cross-cap
Une cross-cap est le résultat d'une somme connexe entre une variété de dimension 2 et un plan projectif. Intuitivement, elle consiste à percer un trou dans une variété et à recoudre le bord en identifiant les points diamétralement opposés. 

## Exemples et propriétés

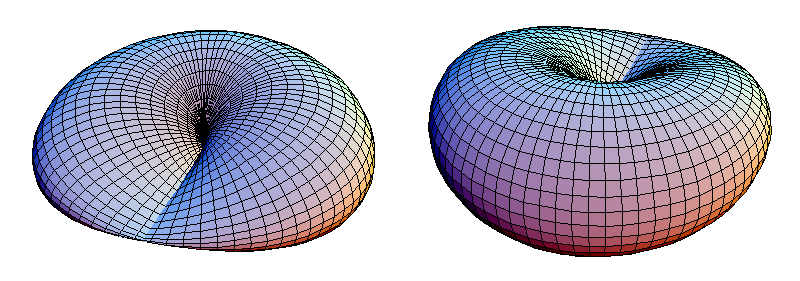
Deux vues de la sphère avec une cross-cap, formant le plan projectif. Deux autres immersions du plan projectif dans l'espace de dimension 3 sont données par la surface de Boy et la surface romaine.

- une sphère avec une cross-cap est le plan projectif réel lui-même, la sphère étant élément neutre pour la somme connexe ;
- une sphère avec deux cross-caps a pour modèle la bouteille de Klein[2] ;
- une sphère avec trois cross-caps est appelée surface de Dyck, et est homéomorphe à la somme connexe du plan projectif et du tore d'après un théorème de Walther von Dyck[3].

Dans une immersion dans R3, la cross-cap se traduit par une auto-intersection, à proximité de laquelle la cross-cap ressemble au parapluie de Whitney, donc possède des points cuspidaux.

## Classification des variétés de dimension 2
Ces surfaces apparaissent dans le théorème de classification des variétés de dimension 2 : toute variété compacte de dimension 2 et sans bord est homéomorphe à la sphère (munie d'un certain nombre d'anses) avec 0, 1, ou 2 cross-caps. En effet, notons {\displaystyle T_{1}} le tore, {\displaystyle T_{n}} le tore à n trous (somme connexe de n tores {\displaystyle T_{1}}), {\displaystyle U_{1}} le plan projectif, {\displaystyle U_{n}} la somme connexe de n plans projectifs (ou la sphère munie de n cross-caps). {\displaystyle K=U_{2}} est la bouteille de Klein, et le théorème de Dick énonce que {\displaystyle U_{3}=T_{1}\#U_{1}}, et plus généralement, pour tout entier n, {\displaystyle U_{2n}=T_{n-1}\#K} et {\displaystyle U_{2n+1}=T_{n}\#U_{1}}. On montre alors que toute surface compacte sans bord est homéomorphe à un {\displaystyle T_{n}} (0 cross-cap) si elle est orientable, et à un {\displaystyle U_{n}} si elle est non-orientable (tore à plusieurs trous muni de 1 cross-cap si n est impair, et 2 cross-caps si n est pair).